# Марін-он-Сент-Крой (Міннесота)
Марін-он-Сент-Крой (англ. Marine on St. Croix) — місто (англ. city) в США, в окрузі Вашингтон штату Міннесота. Населення — 664 особи (2020).

## Географія
Марін-он-Сент-Крой розташований за координатами 45°11′27″ пн. ш. 92°46′43″ зх. д. / 45.19083° пн. ш. 92.77861° зх. д. (45.190853, -92.778496).  За даними Бюро перепису населення США в 2010 році місто мало площу 10,81 км², з яких 10,05 км² — суходіл та 0,76 км² — водойми.

## Демографія
Згідно з переписом 2010 року, у місті мешкало 689 осіб у 302 домогосподарствах у складі 196 родин. Густота населення становила 64 особи/км².  Було 348 помешкань (32/км²).
Расовий склад населення:
| - 98,7 % — білих - 0,4 % — азіатів - 0,1 % — чорних або афроамериканців |

До двох чи більше рас належало 0,6 %. Частка іспаномовних становила 0,6 % від усіх жителів.
За віковим діапазоном населення розподілялося таким чином: 21,8 % — особи молодші 18 років, 58,8 % — особи у віці 18—64 років, 19,4 % — особи у віці 65 років та старші. Медіана віку мешканця становила 50,0 року. На 100 осіб жіночої статі у місті припадало 89,3 чоловіків;  на 100 жінок у віці від 18 років та старших — 93,9 чоловіків також старших 18 років.
Середній дохід на одне домашнє господарство  становив 109 813 долари США (медіана — 99 375), а середній дохід на одну сім'ю — 126 778 доларів (медіана — 107 500). Медіана доходів становила 72 292 долари для чоловіків та 59 821 долар для жінок. За межею бідності перебувало 1,9 % осіб, у тому числі 0,0 % дітей у віці до 18 років та 4,0 % осіб у віці 65 років та старших.
Цивільне працевлаштоване населення становило 376 осіб. Основні галузі зайнятості: освіта, охорона здоров'я та соціальна допомога — 19,4 %, роздрібна торгівля — 16,2 %, мистецтво, розваги та відпочинок — 15,7 %.